# Liguria (album)
Liguria è un album in studio del gruppo musicale italiano Buio Pesto, pubblicato il 14 giugno 2008.

## Descrizione
Il disco contiene tutte canzoni inedite, eccetto il brano Inno del Pesto, presente già da tempo al download gratuito sul sito degli autori ma che non era mai stato pubblicato in alcun album della band.
Tutte le canzoni sono cantate in lingua ligure con parecchie inflessioni italiane (molte regole della lingua genovese sono state stravolte), esclusa la canzone Furbo che, cantata esclusivamente in italiano, costituisce il perno centrale di un concorso indetto dagli stessi Buio Pesto.
Al disco hanno partecipato anche Enrico Ruggeri, Mietta e Simone Cristicchi, nessuno dei quali è ligure ma cantano rigorosamente in genovese un brano ciascuno.

## Tracce
1. Me ne batto o belin - 4:02
2. Furbo - 3:26
3. A Fortunn-a - 4:52 sulla base di Lucky (In My Life) degli Eiffel 65
4. L'ea l'ua - 4:47
5. Ma t'è scemmo? - 3:58
6. Enistale - 3:00
7. Batti e man - 3:22
8. Comme mi, comme ti, comme lè - 4:02
9. Aerobica - 2:44
10. Clistero - 4:30 sulla base di Mistero di Enrico Ruggeri e con la sua partecipazione
11. A Liguria de Dria - 3:00 sulla base di L'Italia di Piero di Simone Cristicchi e con la sua partecipazione
12. Baxime nescio - 3:30 sulla base di Baciami adesso di Mietta e con la sua partecipazione
13. Bella zuena - 3:30, sulla base di Bella vera degli 883
14. T'è con mi - 3:50, sulla base di Take on Me degli a-ha
15. O rappe - 2:57
16. Mozart - 4:09, sulla base della Sonata K331, Rondò alla Turca di Wolfgang Amadeus Mozart
17. Stanni fermo - 3:07
18. No ghe n'ho quae - 2:53
19. Ninna nanna - 2:11
20. Inno del Pesto - 1:20, inno internazionale del pesto alla genovese
21. Liguria - 1:30
22. A-A reversa - 3:24
23. Untitled - 1:47

## Formazione
- Massimo Morini – voce e tastiera
- Davide Ageno – chitarra e voce
- Nino Cancilla – basso e voce
- Danilo Straulino – batteria
- Federica Saba – voce
- Gianni Casella – voce
- Massimo Bosso – testi e voce
- Maurizio Borzone - violino, tastiere e chitarra
- Enrico Ruggeri - voce
- Mietta - voce
- Simone Cristicchi - voce